# Ceraclea resurgens
Ceraclea resurgens är en nattsländeart som först beskrevs av Walker 1852.  Ceraclea resurgens ingår i släktet Ceraclea och familjen långhornssländor. Inga underarter finns listade i Catalogue of Life.